# Contea di Monterey
La contea di Monterey, in inglese Monterey County, è una contea dello Stato della California, negli Stati Uniti. La popolazione al censimento del 2000 era di 401 762 abitanti. Il capoluogo di contea è Salinas.

## Geografia fisica
Lo U.S. Census Bureau certifica che l'estensione della contea è di 9767 km², di cui 8604 km² composti da terra e i rimanenti 1163 km² composti di acqua.
La contea si trova sulla costa nel centro-ovest dello Stato e si affaccia sull'Oceano Pacifico, ed è nota per la bellezza naturalistica di tale costa, percorsa da strade panoramiche. Una parte di essa è ricompresa nella zona di Big Sur, resa famosa dall'omonima opera di Jack Kerouac. Nella parte nord si trova la parte meridionale della Baia di Monterey. La contea è attraversata da sud a nord dal fiume Salinas; questo forma la valle di Salinas: in quest'area e nella parte settentrionale della contea vive la maggior parte della popolazione, in quanto il resto del territorio è montuoso. Tra le aree protette troviamo la Foresta nazionale di Los Padres e il parco nazionale dei Pinnacoli.
Altri luoghi di interesse turistico sono le cittadine di Carmel e Monterey, la California State Route 1, e la 17-Mile Drive, una strada che percorre la penisola di Monterey.

### Contee confinanti
- Contea di Santa Cruz - nord
- Contea di San Benito - est
- Contea di Fresno - est
- Contea di Kings - sud-est
- Contea di San Luis Obispo - sud

## Storia
Quella di Monterey è una delle contee originali della California create nel 1850. Parti della contea vennero cedute alla contea di San Benito nel 1874. L'area era in origine popolata da nativi Ohlone, Salinan e Esselen. Il nome della contea deriva dalla baia di Monterey. La baia fu così chiamata da Sebastián Vizcaíno nel 1602 in onore di Gaspar de Zúñiga, V conte di Monterrey, IX viceré della Nuova Spagna. Monterey è una variante di Monterrei, nome del comune spagnolo della Galizia da dove Gaspar de Zúñiga proveniva.

## Comuni

### Cities
- Carmel-by-the-Sea
- Del Rey Oaks
- Gonzales
- Greenfield
- King City
- Marina
- Monterey
- Pacific Grove
- Salinas (capoluogo)
- Sand City
- Seaside
- Soledad

### Census designated places
- Aromas
- Boronda
- Bradley
- Carmel Valley Village
- Castroville
- Chualar
- Del Monte Forest, include la comunità di Pebble Beach
- Elkhorn
- Fort Hunter Liggett
- Las Lomas
- Lockwood
- Moss Landing
- Pajaro
- Pine Canyon
- Prunedale
- San Ardo
- San Lucas
- Spreckels

## Infrastrutture e trasporti

### Principali strade ed autostrade
- U.S. Highway 101
- California State Route 1
- California State Route 68
- California State Route 198